# دوري كرة القدم التشيكي الدرجة الأولى 2015-16
دوري كرة القدم التشيكي الدرجة الأولى 2015-16 هو موسم من دوري كرة القدم التشيكي الدرجة الأولى ‏. أشرف على تنظيمه اتحاد جمهورية التشيك لكرة القدم، وفاز فيه SK Slavia Prague (women) ‏.